# Direnzoïta
La direnzoïta és un mineral de la classe dels silicats, que pertany al grup de les zeolites. Rep el nom en honor del Dr. Francesco Di Renzo (1954-), director de recerca del "Laboratoire de Materiaux, Catalytiques et Catalyze en Chimie Organique", de l'"Ecole Nationale Superieure de la Chimie" de Montpeller, França.

## Característiques
La direnzoïta és un silicat de fórmula química NaK₆MgCa₂(Al13Si47O120)·36H₂O. Va ser aprovada com a espècie vàlida per l'Associació Mineralògica Internacional l'any 2007, i la primera publicació data del 2008. Cristal·litza en el sistema ortoròmbic. La seva duresa a l'escala de Mohs és 4,5.
Segons la classificació de Nickel-Strunz, la direnzoïta pertany a «09.GF - Tectosilicats amb H₂O zeolítica; altres zeolites rares» juntament amb els següents minerals: terranovaïta, gottardiïta, lovdarita, gaultita, chiavennita, tschernichita, mutinaïta, tschörtnerita i thornasita.

## Formació i jaciments
Va ser descoberta al mont Peylenc, situat entre les localitats de Sant Pèire d'Aenac i Sant Julian e Chaptuèlh, a l'Alt Loira (Alvèrnia-Roine-Alps, França). Es tracta de l'únic indret de tot el planeta on ha estat descrita aquesta espècie mineral.